# The Sound of Perseverance
A The Sound of Perseverance az amerikai Death együttes utolsó nagylemeze, mely 1998-ban jelent meg.
A lemezre hosszabb számok kerültek, mint elődjeire, ennek megfelelően talán a legkomplexebb Death album született meg. Chuck Schuldiner teljesen új társakat toborzott maga mellé a felvételek idejére. Richard Christy korábban rádióműsorával szerzett magának nevet, mint Shannon Hamm és Scott Clendenin ismeretlen figurának számítottak. A lemezen az újdonság erejével hatott a Voice of the Soul c. instrumentális, de a Judas Priest Painkiller klasszikusának feldolgozása is váratlan húzás volt tőlük. 2005-ben a Nuclear Blast Dualdisc formátumban újra kiadta a lemezt, melynek DVD oldalán egy 1998-as koncert látható.

## Számlista
1. Scavenger of Human Sorrow – 6:54
2. Bite the Pain – 4:29
3. Spirit Crusher – 6:44
4. Story to Tell – 6:34
5. Flesh and the Power It Holds – 8:25
6. Voice of the Soul – 3:42 (Instrumentális)
7. To Forgive Is to Suffer – 5:55
8. A Moment of Clarity – 7:22
9. Painkiller (Judas Priest feldolgozás) – 6:03

## Zenészek
- Chuck Schuldiner – gitár, akusztikus gitár, ének
- Shannon Hamm – gitár
- Scott Clendenin – basszusgitár
- Richard Christy – dob